# Gherardo Colombo
Gherardo Colombo (Briosco, 23 de junho de 1946) é um  ex-magistrado e juiz italiano, especializada em política, e em casos de corrupção. Ele era um membro do Tribunal de Cassação, entre 2005 e 2007.

## Carreira
Nasceu em 23 de junho de 1946, em Briosco. Licenciou-se em Jurisprudência da Università Cattolica del Sacro Cuore em Milão, em 1971.
Colombo tinha 33 anos de carreira como magistrado, em Milão. Trabalhou, entre outros, em casos de assassinato, em 1979 advogado Giorgio Ambrosoli, a Propaganda Devido Maçom lodge, e fora os livros de dinheiro no Istituto per la Ricostruzione Industriale. Juntamente com Giuliano Turone ele investigou as finanças de Michele Sindona. Na década de 1990, o Colombo foi um dos juízes no Mani pulite político investigação sobre corrupção na Itália.
Ele demitiu-se do poder judiciário, em 2007, mesmo que ele poderia continuar como um juiz para outro de quatorze anos. Ele citou que a luta contra a corrupção não deve apenas ser realizada na arena jurídica como razão.